# عبدالعزیز یکم
سلطان عبدالعزیز (۹/۱۸ فوریه ۱۸۳۰-۴ ژوئن ۱۸۷۶) سی و دومین سلطان امپراتوری عثمانی بود که از ۲۵ ژوئن ۱۸۶۱ میلادی تا ۳۰ می۱۸۷۶ میلادی سلطنت کرد. او پسر سلطان محمود دوم بود و در سال ۱۸۶۱، جانشین برادرش سلطان عبدالمجید شد.
او در کاخ ایوب شهر استانبول ترکیه زاده شد. وی از بچگی با عقاید و ایده‌های عثمانی آشنا بود، اما به تحسین و تبلیغ آداب و رسوم غربی پرداخت. او علاقه فراوانی به ادبیات داشت و در عین حال یک آهنگساز کلاسیک بود و موسیقی‌هایش توسط آکادمی موسیقی عثمانی لندن تحت آلبوم موسیقی اروپایی در دیوان عثمانی جمع‌آوری شده‌است.

## زندگی
عبدالعزیز فرزند سلطان محمود است. او در سال ۱۸۳۰ متولد شد و در سال۱۸۶۱ قدرت را به دست گرفت و در مسجد جامع صحابی جلیل ابو ایوب انصاری با وی بیعت شد.
عبدالعزیز با توجه به وضع غرب زده داخل و عنایت به تبلیغ عجیب و غریب به نفع انقلاب صنعتی فرانسه و سایر مسائل خود را ناچار به تسلیم در مقابل غرب دید. ابتدا در سال ۱۲۷۹ به مصر رفت و نسبت به اوضاع داخلی و موقعیت امنیتی مصر، حجاز و آفریقا مطالبی شنید و در سال ۱۲۸۴ به پاریس رفت و با یک دیدگاه‌هایی تازه و به اصطلاح "به روز و اصلاح طلبانه" برگشت.
ضمناً در زمان عبدالعزیز طرح احداث کانال سوئز و وصل دریای سرخ به دریای سفید (دریای مدیترانه) شروع شد و در سال ۱۸۶۸ میلادی جشن افتتاح آن برگزار گردید.
سلطان عبدالعزیز عاقبت به اتهام اسراف و تبذیر در مقام سلطنت با فتوای مفتی اعظم عثمانی به تاریخ ۱۸۷۶ عزل شد و به جای وی مراد پنجم پادشاه گردید و بعد از چند ماه سلطان مراد خان نیز به لحاظ اختلال عقلی و مشکلات فکری توسط رجال دولت و با فتوای مفتی اعظم عزل گردید و به جای وی عبدالحمید دوم به عنوان سلطان عثمانی تعیین گردید.
روز ۴ ژوئن ۱۸۷۶ میلادی وی از خواب برخاست و از خدمتکاران خود خواست تا یک قیچی برای اصلاح ریش خود به او بدهند اما ساعتی بعد جسدش را در استخر کاخ چیرگان در استانبول درحالی که مچ دستش غرق در خون بود، پیدا کردند. ۱۷ پزشک پیکرش را کالبدشکافی کردند. کسی شکی بر این موضوع نداشت که وی به دستور سلطان جدید عثمانی به قتل رسیده است. حتی هنگام معاینه، یکی از پزشکان اعلام کرد:«او عاری از کبودی، زخم و بیماری خاص بود. نه بیمار بود و نه حتی بیمار به نظر می‌رسید.»
بدین‌ترتیب در مطبوعات عثمانی علت مرگ وی را “خون از دست رفته ناشی از زخم های عروق خونی در مفاصل بازو ها” اعلام کردند.که معلوم است با استفاده از ابزاری که وی در اختیار داشته (قیچی) صورت گرفته و به احتمال زیاد خودکشی کرده است. در خاطرات سلطان عبدالحمید دوم، این خودکشی توسط دو نفر به نام های «محمد هوزین پاشا» و «میداد پاشا» برنامه ریزی شده بود و به گفته این منبع، سلطان مراد پنجم حتی در روز تاجگذاری خود علائمی مانند پارانویا، جنون و غش مداوم و استفراغ داشت و گاهی از روی جنون با فریاد خود را به استخر می انداخت که محافظان شخصی وی بارها او را از استخر خارج می کردند. آنها می ترسیدند با وجود نفرت عمومی از سلطان مراد، عبدالعزیز بار دیگر با شورشی به قدرت برسد. از این رو آنها به سلطان عبدالعزیز گفتند که می‌تواند خود با قیچی به زندگی خود پایان دهد، یا اینکه توسط محافظان شخصی مراد به قتل خواهد رسید. که عبدالعزیز نخستین راه را برگزید.